# Ebul Kasim Saltuk
Ebul Kasim Saltuk ou Abû'l-Qâsim Saltûq (en arabe : ʾabū al-qāsim saltūq, أبو القاسم سلتوق) est un bey initialement au service des Seldjoukides de Roum qui fonde la dynastie saltukide qui va se maintenir pendant tout le XIIe siècle dans la région d'Erzurum.

## Biographie
Saltuk est très probablement un officier au service des Seldjoukides au moment de la bataille de Manzikert (1071) qui marque l'entrée des turcs en Anatolie.
En 1080, en tant que vassal de Byzance, le sultan de Roum Suleyman ibn Kutulmuch entreprend de soumettre l’Est anatolien. Il confie à Ebul Kasim le soin de gouverner en son nom le sultanat à İznik (Nicée). Suleyman prend Iconium (Konya) et attaque la Cilicie arménienne (1084). En 1085, il prend Antioche, puis marche sur Alep où il est vaincu par Tutuş, frère du sultan seldjoukide de Bagdad Malik Chah Ier. Son fils Kiliç Arslan est emmené en captivité.
Suleyman meurt en 1086, le sultanat de Roum est gouverné par Ebul Kasim comme régent jusqu’à la libération de Kiliç Arslan à la fin de l'année 1092. Pendant cette l'existence même du sultanat de Roum est menacée par  le grand seldjoukide de Perse Malik Chah qui veut unifier l'empire. L'empereur byzantin Alexis Ier jouant des divisions des seldjoukides, fait alliance avec Ebul Kasim contre Malik Chah. La mort de ce dernier en 1092 sauve le sultanat de Roum alors que İznik était assiégée par l'émir Bozan.
Ebul Kasim s'est installé à Erzurum avec le titre de bey. Kiliç Arslan, libéré de sa captivité reprend les rênes du pouvoir. Il va mener plusieurs campagnes contre les croisés ce qui va permettre à Ebul Kasim de prendre son indépendance.
En 1102, Ebul Kasim décède. Son fils Alî lui succède. Il va régner sur la région avec le titre de roi (Malik) ainsi que ses successeurs jusqu'en 1202, lorsque le beylicat sera conquis par le sultan de Roum Süleyman II.